# Talltagel
Talltagel (Bryoria fremontii) är en lavart som först beskrevs av Edward Tuckerman, och fick sitt nu gällande namn av Brodo & D. Hawksw. Talltagel ingår i släktet Bryoria och familjen Parmeliaceae.  Arten är reproducerande i Sverige. Inga underarter finns listade i Catalogue of Life.

## Källor

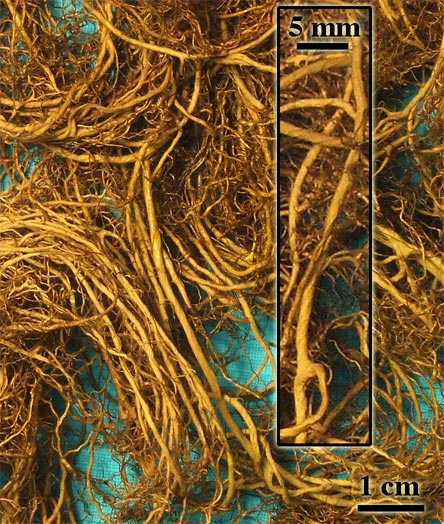
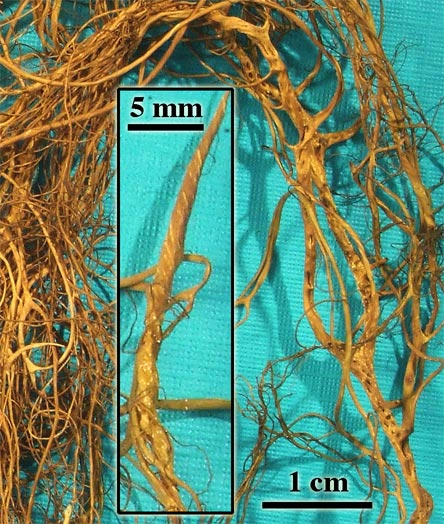
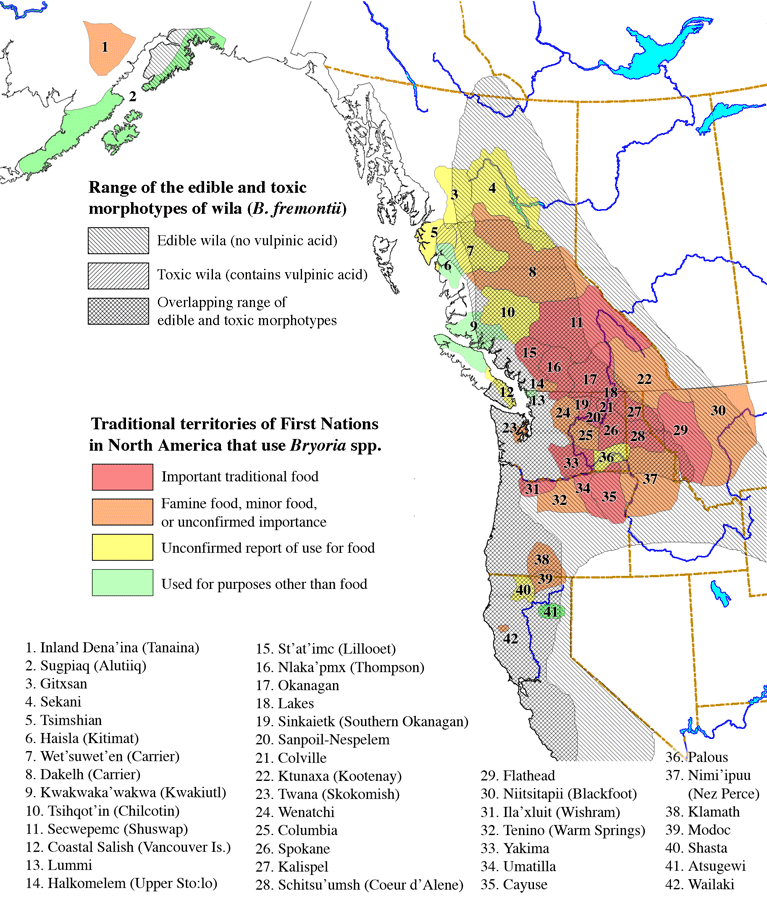
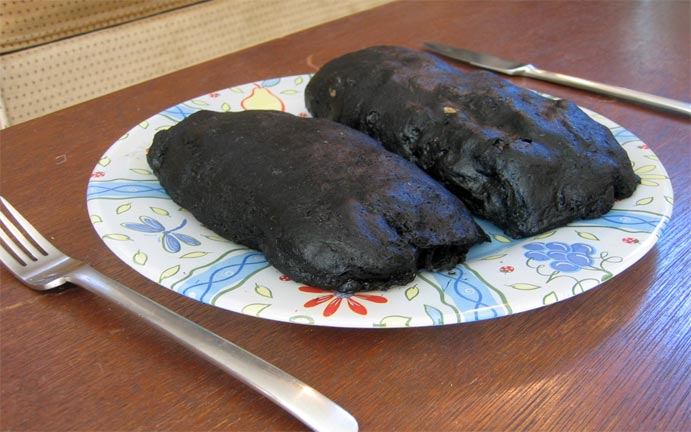